# 달팽이핵
달팽이핵(cochlear nucleus, CN) 또는 와우핵(蝸牛核)은 청각 시스템의 첫 번째 중계역으로 뇌교와 골수의 교차점에 걸치는 신경 세포체의 집합이다. 뇌간의 뒤쪽 측면에 자리하고 있다.

## 같이 보기
- 외전신경핵
- 전정핵
- 추체로